# 季什基
50°6′51″N 33°6′58″E / 50.11417°N 33.11611°E
季什基（烏克蘭語：Тишки），是烏克蘭的村落，位於該國中部波爾塔瓦州，由盧布尼區負責管轄，處於烏代河畔，距離克魯季別列格和希特齊3公里，海拔高度91米，2001年人口318。